# Liste de films tournés dans le département de l'Allier
Un certain nombre d'œuvres cinématographiques et télévisuelles ont été tournées dans le département de l'Allier.
Voici une liste à compléter de films, téléfilms, feuilletons télévisés, films documentaires... tournés dans le département de l'Allier classés par commune et lieu de tournage et date de diffusion.
- Haut – A
- B
- C
- D
- E
- F
- G
- H
- I
- J
- K
- L
- M
- N
- O
- P
- Q
- R
- S
- T
- U
- V
- W
- X
- Y
- Z

## A
- Haut – A
- B
- C
- D
- E
- F
- G
- H
- I
- J
- K
- L
- M
- N
- O
- P
- Q
- R
- S
- T
- U
- V
- W
- X
- Y
- Z

- Ainay-le-Château
  - 2007 : Michou d'Auber de Thomas Gilou

## C
- Haut – A
- B
- C
- D
- E
- F
- G
- H
- I
- J
- K
- L
- M
- N
- O
- P
- Q
- R
- S
- T
- U
- V
- W
- X
- Y
- Z

- Châtelperron
  - 1989 : Comédie d'été de Daniel Vigne

- Chavroches
  - 1949 : La Louve de Guillaume Radot

- Chézy
  - 2006 : Le Temps des porte-plumes de Daniel Duval

- Couleuvre :
  - 2003 : Poil de Carotte de Richard Bohringer

## E
- Haut – A
- B
- C
- D
- E
- F
- G
- H
- I
- J
- K
- L
- M
- N
- O
- P
- Q
- R
- S
- T
- U
- V
- W
- X
- Y
- Z

- Ébreuil
  - 1960 : Fortunat d'Alex Joffé
  - 2007 : Les Amours d'Astrée et de Céladon d'Éric Rohmer[1]

## J
- Haut – A
- B
- C
- D
- E
- F
- G
- H
- I
- J
- K
- L
- M
- N
- O
- P
- Q
- R
- S
- T
- U
- V
- W
- X
- Y
- Z

- Jaligny-sur-Besbre
  - 1967 : Un idiot à Paris de Serge Korber
  - 1981 : La Soupe aux choux de Jean Girault
  - 1989 : Comédie d'été de Daniel Vigne

## M
- Haut – A
- B
- C
- D
- E
- F
- G
- H
- I
- J
- K
- L
- M
- N
- O
- P
- Q
- R
- S
- T
- U
- V
- W
- X
- Y
- Z

- Moulins :
  - 1973 : Le Train de Pierre Granier-Deferre
  - 1989 : Comédie d'été de Daniel Vigne
  - 2003 : Poil de Carotte de Richard Bohringer
  - 2006 : Le Temps des porte-plumes de Daniel Duval
  - 2016 : Cézanne et moi de Danièle Thompson[2]

## N
- Neuvy
  - 2016 : Cézanne et moi de Danièle Thompson[2]

## S
- Saint-Aubin-le-Monial
  - 2006 : Le Temps des porte-plumes de Daniel Duval[3]

- Saint-Yorre
  - 2008 : Le Transporteur 3 d'Olivier Megaton[4]

## V
- Haut – A
- B
- C
- D
- E
- F
- G
- H
- I
- J
- K
- L
- M
- N
- O
- P
- Q
- R
- S
- T
- U
- V
- W
- X
- Y
- Z

- Vaumas
  - 2006 : Le Temps des porte-plumes de Daniel Duval[3]

- Vichy :
  - 1937 : La Dame de Vittel de Roger Goupillières
  - 1975 : Section spéciale de Costa-Gavras (hôtel du Parc, hôtel des Ambassadeurs, rue du Parc, palais des Congrès Opéra, rue du Casino)
  - 1978 : Je suis timide mais je me soigne de Pierre Richard
  - 1987 : Le Cri du hibou de Claude Chabrol
  - 1990 : Un week-end sur deux de Nicole Garcia
  - 1993 : Pétain de Jean Marbœuf
  - 2003 : Bon Voyage de Jean-Paul Rappeneau[5]
  - 2005 : Le Promeneur du Champ-de-Mars de Robert Guédiguian
  - 2006 : Les Brigades du tigre de Jérôme Cornuau
  - 2008 : Le Transporteur 3 d'Olivier Megaton
  - 2016 : La Danseuse de Stéphanie Di Giusto[6]